# Louba-Louba
Louba-Louba est une localité du Cameroun située dans l'arrondissement de Petté, le département du Diamaré et la région de l’Extrême-Nord. Elle fait partie du canton/lawanat de Fadare.

## Population
En 1975, Louba-Louba I comptait 108 habitants et Louba-Louba II, 30 – des Peuls.
Lors du recensement de 2005, on y a dénombré 443 personnes.